# Melicerita blancoae
Melicerita blancoae är en mossdjursart som beskrevs av Lopez Gappa 1981. Melicerita blancoae ingår i släktet Melicerita och familjen Cellariidae. Inga underarter finns listade i Catalogue of Life.